# 6890 Savinykh
6890 Savinykh è un asteroide della fascia principale. Scoperto nel 1975, presenta un'orbita caratterizzata da un semiasse maggiore pari a 3,2191791 UA e da un'eccentricità di 0,1585499, inclinata di 0,89813° rispetto all'eclittica.